# El abrazo de la serpiente
El abrazo de la serpiente (engelska: Embrace of the Serpent) är en argentinsk/colombiansk/venezuelansk film från 2015, regisserad av den colombianske regissören Ciro Guerra. Den hade svensk premiär den 29 januari 2016 på Göteborgs filmfestival.
Filmen vann Art Cinema Award vid Quinzaine des Réalisateurs i anslutning till filmfestivalen i Cannes 2015. Den är nominerad till priset för bästa icke-engelskspråkiga film vid Oscarsgalan 2016. Filmen innehåller två  berättelser, som äger rum 1909 och 1940, båda med Karamakate i huvudrollen, en schaman i Amazonområdet och den siste av sin stam. Han färdas tillsammans med två vetenskapsmän, tysken Theodor Koch-Grünberg och amerikanen Richard Evans Schultes, för att leta upp den sällsynta yakrunan, en helig växt. Filmen är fritt baserad på de båda forskarnas dagböcker.

## Rollista
- Nilbio Torres – Karamakate som ung
- Jan Bijvoet – Theo
- Antonio Bolivar – Karamakate som gammal
- Brionne Davis – Evan
- Yauenkü Migue – Manduca
- Nicolás Cancino – Anizetto
- Luigi Sciamanna – Gaspar, präst
- Edward Mayo – Hugh

## Fotnot
1. ↑  Växtnamnet är påhittat, men har anspelningar till flera verkliga växter, säger regissören Ciro Guerra.[1]